# Michaela Coel
Michaela Ewuraba Boakye-Collinson, művésznevén Michaela Coel (London, 1987. október 1. –) kétszeres Primetime Emmy-díjas ghánai–brit színésznő.
Legismertebb alakítása Tracey Gordon a Chewing Gum című sorozatban. A fekete föld felemelkedése című sorozatban is szerepelt.

## Fiatalkora
Londonban született. Szülei ghánaiak. Kelet-Londonban katolikus iskolába járt. 2007 és 2009 között a Birminghami Egyetemre járt, ahol angol irodalmat és teológiát tanult. 2009-ben átiratkozott a Guildhall School of Music and Drama-ra. Elnyerte a Laurence Olivier ösztöndíjat, amely segített neki finanszírozni az iskolai tanulmányait. 2012-ben diplomázott.

## Pályafutása
Első szerepe a Nagykutya című brit drámasorozatban volt, melyben két epizód erejéig tűnt fel. 2015 és 2017 között a Chewing Gum című, szintén brit szituációs komédia főszereplője, emellett a sorozat megalkotója, írója, producere és zeneszerzője is volt. 2015-ben szerepelt a London Spy című sorozat egy epizódjában vendégszerepelt, 2016-ban a The Aliens című brit sci-fi sorozatban kapott főszerepet. 2016 és 2017 között a Fekete tükör két epizódjában (Szabadesés és USS Callister) vállalt szerepeket. 2017-ben a Star Wars VIII. rész – Az utolsó jedik című filmben játszott egy kisebb mellékszerepet.
2020-ban a Tönkretehetlek című vígjáték-drámasorozat főszereplője lett, és alkotói, írói, rendezői, illetve produceri feladatokat is ellátott. 2022-ben a Fekete Párduc 2. című szuperhősfilmben egy Aneka nevű wakandai harcost alakított.

## Filmográfia

### Film
| Év   | Magyar cím                             | Eredeti cím                    | Szerep             | Magyar hang     |
| ---- | -------------------------------------- | ------------------------------ | ------------------ | --------------- |
| 2014 |                                        | National Theatre Live: Medea   | nővér              |                 |
| 2014 | Monsters: Sötét kontinens              | Monsters: Dark Continent       | Kelly              | Szilágyi Csenge |
| 2017 | Star Wars VIII. rész – Az utolsó jedik | Star Wars: The Last Jedi       | Ellenállás figyelő |                 |
| 2018 |                                        | Been So Long                   | Simone             |                 |
| 2022 | Fekete Párduc 2.                       | Black Panther: Wakanda Forever | Aneka              | Ágoston Katalin |

### Televízió
| Év        | Magyar cím                  | Eredeti cím           | Szerep                         | Megjegyzések                                   |
| --------- | --------------------------- | --------------------- | ------------------------------ | ---------------------------------------------- |
| 2013      | Nagykutya                   | Top Boy               | Kayla                          | 2 epizód                                       |
| 2013      |                             | Law & Order: UK       | szobalány                      | 1 epizód                                       |
| 2014      |                             | London Spy            | újságíró                       | 1 epizód                                       |
| 2015–2017 |                             | Chewing Gum           | Tracey Gordon                  | főszereplő alkotó, író, producer és zeneszerző |
| 2016      |                             | The Aliens            | Lilyhot                        | főszereplő                                     |
| 2016–2017 | Fekete tükör                | Black Mirror          | légiutas-kísérő / Shania Lowry | 2 epizód                                       |
| 2018      | A fekete föld felemelkedése | Black Earth Rising    | Kate Ashby                     | főszereplő                                     |
| 2019      |                             | RuPaul's Drag Race UK | önmaga                         | zsűritag                                       |
| 2020      | Tönkretehetlek              | I May Destroy You     | Arabella Essiedu               | főszereplő alkotó, író, rendező és producer    |
| 2024      |                             | Mr. & Mrs. Smith      | Bev                            | vendégszereplő                                 |